# Нойндорф (Шлайц)
Нойндорф (нем. Neundorf) — община в Германии, в земле Тюрингия.
Входит в состав района Заале-Орла. Подчиняется управлению Зеенплатте. Население составляет 294 человека (на 31 декабря 2010 года). Занимает площадь 11,80 км².